# Savile-Bandikutratte
Die Savile-Bandikutratte (Bandicota savilei) ist ein Nagetier, das in Südostasien vorkommt.
Die Art erreicht eine Kopf-Rumpf-Länge von 10 bis 23 cm und eine Schwanzlänge von 7,5 bis 19,5 cm. Das Gewicht variiert zwischen 200 und 320 g. Das borstige Fell ist oberseits rotbraun mit vielen eingestreuten schwarzen Haaren und das Bauchfell hat eine graubraune Farbe. Die 1,9 bis 3,0 cm großen Ohren sind auf der Rückseite gut behaart und der Schwanz weist bei manchen Exemplaren eine weiße Spitze auf. Die Savile-Bandikutratte hat schmalere Füße als die anderen Arten der Gattung.
Das Verbreitungsgebiet streckt sich von Zentral-Myanmar über Thailand, Kambodscha und möglicherweise Laos bis Vietnam. Die Savile-Bandikutratte fehlt auf der Malaiischen Halbinsel. Sie hält sich meist in offenen Habitaten im Flachland auf und meidet Wälder. Die Art kommt gewöhnlich in Landwirtschaftsgebieten vor.
Dieses Nagetier gräbt seine unterirdischen Baue, die nicht tiefer als 46 cm unter der Erdoberfläche liegen, an trockenen Stellen. Außerdem werden Trampelpfade durch die flache Vegetation geschaffen. Laut den wenigen vorhandenen Studien findet die Fortpflanzung im März während der Trockenzeit statt. Manche Weibchen können einen früheren Wurf haben. Ein Wurf hat 3 bis 10 Jungtiere.
Die Savile-Bandikutratte ist als Landwirtschaftsschädling bekannt. Sie frisst z. B. Mais und junge Pflanzen der Urdbohne (Vigna mungo). Der Bestand gilt als stabil, so dass die Art von der Weltnaturschutzunion (IUCN) als „nicht gefährdet“ (Least Concern) gelistet wird.

## Etymologie
Der Name der Savile-Bandikutratte ist Leopold Halliday Savile (1870–1953) gewidmet.